# Pseudorabdion eiselti
Pseudorabdion eiselti — вид змій родини полозових (Colubridae). Ендемік Індонезії.

## Поширення і екологія
Pseudorabdion eiselti мешкають на заході острова Суматра, переважно в провінції Західна Суматра, а також на сусідньому острові Ніас та на острові Сіпура в групі Ментавайських островів. Вони живуть у вологих тропічних лісах, серед опалого листя. Зустрічаються на висоті до 200 м над рівнем моря.